# ASMR MAX世界巡迴演唱會
ASMR MAX 世界巡迴演唱會是臺灣女歌手張惠妹的第八次大型個人巡迴演唱會《ASMR世界巡迴演唱會》的第二階段。2024年1月28日，《ASMR世界巡迴演唱會》於中國大陸杭州站收官，各地場次均出現一票難求的情況。演唱會安可環節中，宣布《ASMR MAX 世界巡迴演唱會》將於2024年5月起以戶外體育場規格繼續巡演。

## 背景
2024年5月，《ASMR MAX 世界巡迴演唱會》進駐臺灣與中國大陸各大體育場，透過全新場域，帶來以「沉浸式」為主題的表演體驗。演唱會結合張惠妹的個人特色，鼓勵觀眾釋放情感，全心投入其中。此次演出標榜在音樂、舞台設計及互動效果上有所突破，以期帶給觀眾不顧一切的沉浸感受。

## 發展
2024年5月，《ASMR MAX》經改版升級，以戶外體育場為主的規格展開巡演，首場於南京奧林匹克體育中心體育場開唱。巡演新增內容包括超過10首全新曲目以及放大版舞台設計元素。此階段巡演涵蓋南京、咸陽、天津、蘇州等城市，總計8場演出。此外，新加坡站於7月27日-28日在新加坡室內體育館舉行，為此階段唯一的室內場演唱會。
2024年9月7日、8日，張惠妹共七度站上上海體育場舉辦《ASMR MAX世界巡迴演唱會》，連兩天在上海戶外開唱共吸16萬人朝聖；亦是阿妹舉行個人演唱會以來的第401場，創下華語女歌手演唱會的紀錄保持者。
2024年9月14日，官方宣布張惠妹將於12月21日至31日在臺北大巨蛋連續舉行五場演唱會，包括跨年夜壓軸場，成為首位於臺北大巨蛋跨年開唱的華語女歌手。此次臺北站以「ASMR Maxxx」命名，象徵巡演升級版的極致呈現。演出規模及製作規格全面提升，總製作成本高達2億元，並邀請日本專業團隊操刀音響設計，打造沉浸式聲光效果。
2024年12月15日，張惠妹團隊為臺北五場每位觀眾準備專屬紀念品大禮包，包括互動彩帶（常態為全區紅色、跨年場為分區彩虹色）、螢光棒、手扇及專屬手提袋，並提供每日不同封面主題設計的場刊，吸引粉絲收藏。12月17日，官方發布以「分手票」為主題的4分鐘預告影片，以〈解脫〉與〈好膽你就來〉兩首經典歌曲為主要敘事主題，藉由情感故事與演唱會內容相結合，引發廣泛討論。
ASMR Maxxx 世界巡迴演唱會於臺北大巨蛋五場演出期間圓滿落幕，最後一場更是最特別的跨年場，此次臺北大巨蛋讓妹神又再歌壇創下不少紀錄，除了最驚艷現場的熱氣球，音響也是國際等級更搭建50米長延伸台近距離和觀眾互動，共吸引20萬人次入場，票房收入超過8億元，成為華語音樂圈年度焦點事件之一。
2025年3月7日、8日，張惠妹ASMR MAXXX巡迴演唱會-杭州站作爲內地首站，精心的舞臺設計驚喜登場：長達30米的T型延伸舞臺，近距離現場互動！所有勁歌熱舞就在眼前。
2025年3月22日，張惠妹ASMR MAXXX巡迴演唱會-成都站開始，首次有花車巡場嗨爆全場。
2025年4月5-6日，張惠妹ASMR MAXXX巡迴演唱會-北京站，首度登上可容納10萬人的北京國家體育場（鳥巢），成為首位在鳥巢開唱的台灣女歌手！兩場共征服近20萬歌迷，這也是她生涯第418和419場萬人演唱會。

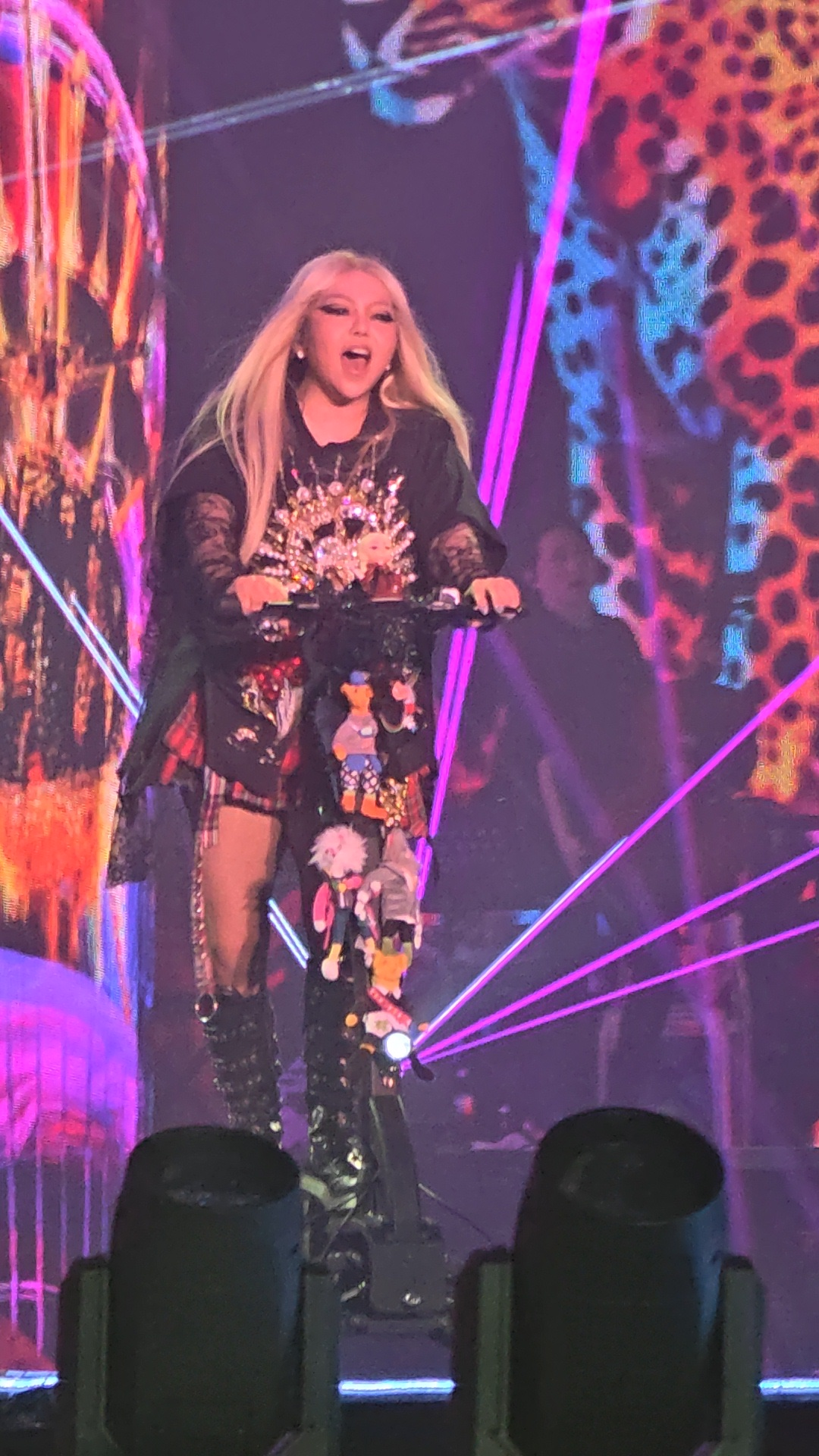
張惠妹ASMR MAXXX巡迴演唱會-廣州站

2025年5月31日，張惠妹ASMR MAXXX巡迴演唱會-南昌站收官場，為了呈現多重創新，首次啟用無人機編隊，隨著歌曲形成視覺聯動令現場所有觀眾相當驚喜，稱為「科技與情感的完美結合」。

## 商業表現
2024年9月25日，張惠妹《ASMR Maxxx @ Taipei Dome 世界巡迴演唱會》在卡友搶先購票階段吸引超過10萬人上線，爭搶20,000張門票，僅40秒即售罄。9月26日，正式開票時，共有35萬人同時上線搶購15萬張門票，最終於6分鐘內全數售出。此次活動創下刷卡交易新紀錄，每秒成交356筆。2024年12月21日至12月31日，演唱會於臺北大巨蛋連續舉辦五場，並成為首場於大巨蛋舉行跨年演出的活動。五場演唱會共20萬張門票全數售罄，總票房超過8億元，並創下臺北大巨蛋租用天數新高，租用時間共23天，租金超過1億元。演唱會相關後勤支出包括場地清潔費約650萬元，涉及維護2000多間廁所；協助活動的工讀生約1100人，義交120人，保全40人，工作團隊650人。每日提供的餐飲接近2000份，保險額度達6億元。根據媒體報導，此次演唱會共吸引約20萬人入場，對當地觀光經濟產生影響，創造約22億9千元總經濟效益。

## 獎項
- 2025年倫敦國際設計獎(London Design Awards Winners)獲選概念設計-展覽與活動-最高等級Platinum鉑金獎。[14]

- 2025年K-Design Award「Gold Winner 」金獎高品質設計獎項[15]

## 巡演場次
| 場次 | 日期           | 國家／地區     | 城市         | 場館                           | 備註                                                                                      |
| ---- | -------------- | -------------- | ------------ | ------------------------------ | ----------------------------------------------------------------------------------------- |
| 1    | 2024年5月11日  | 中华人民共和国 | 江蘇省南京市 | 南京奧林匹克體育中心體育場     | [ 16 ] [ 17 ]                                                                             |
| 2    | 2024年5月25日  | 中华人民共和国 | 陝西省咸陽市 | 咸陽奧體中心體育場             | 首位在此場地開個人大型售票演唱會的台灣女歌手                                              |
| 3    | 2024年6月1日   | 中华人民共和国 | 天津市       | 天津奧林匹克體育中心體育場     | 四度在此場地開個人大型售票演唱會的非華語女歌手                                            |
| 4    | 2024年6月15日  | 中华人民共和国 | 江蘇省蘇州市 | 蘇州奧林匹克體育中心體育場     | 首位在此場地開個人大型售票演唱會的台灣女歌手                                              |
| 5    | 2024年7月27日  | 新加坡         | 新加坡       | 新加坡室内體育館               | 室內場                                                                                    |
| 6    | 2024年7月28日  | 新加坡         | 新加坡       | 新加坡室内體育館               | 室內加演場                                                                                |
| 7    | 2024年9月7日   | 中华人民共和国 | 上海市       | 上海體育場                     | 六度在此場地開個人大型售票演唱會的華語女歌手，同時也是個人第400場個人演唱會               |
| 8    | 2024年9月8日   | 中华人民共和国 | 上海市       | 上海體育場                     | 七度在此場地開個人大型售票演唱會的華語女歌手                                              |
| 9    | 2024年9月21日  | 中华人民共和国 | 江蘇省鎮江市 | 鎮江體育會展中心體育場         | 首位在此場地開個人大型售票演唱會的華語女歌手                                              |
| 10   | 2024年10月2日  | 中华人民共和国 | 安徽省合肥市 | 合肥奧林匹克體育中心體育場     | 三度在此場地開個人大型售票演唱會的華語女歌手                                              |
| 11   | 2024年10月12日 | 中华人民共和国 | 遼寧省瀋陽市 | 瀋陽奧林匹克體育中心體育場     | 二度在此場地開個人大型售票演唱會的華語女歌手                                              |
| 12   | 2024年11月2日  | 中华人民共和国 | 山東省青島市 | 青島體育中心國信體育場         | 二度在此場地開個人大型售票演唱會的華語女歌手                                              |
| 13   | 2024年11月9日  | 中华人民共和国 | 福建省福州市 | 福州海峽奧林匹克體育中心體育場 | [ 35 ]                                                                                    |
| 14   | 2024年11月23日 | 中华人民共和国 | 广西省南宁市 | 广西体育中心體育場             | 二度在此場地開個人大型售票演唱會的台灣女歌手長髮回歸                                      |
| 15   | 2024年11月30日 | 中华人民共和国 | 重慶市       | 重慶市奧林匹克體育中心體育場   | 四度在此場地開個人大型售票演唱會的華語女歌手                                              |
| 16   | 2024年12月7日  | 中华人民共和国 | 廣東省深圳市 | 深圳大運中心體育場             | [ 39 ] [ 40 ]                                                                             |
| 17   | 2024年12月21日 | 中華民國       | 臺北市       | 臺北大巨蛋                     | 首位在此場地開個人大型售票演唱會的女歌手，亦是首位在此場地連辦5場個人大型售票演唱會的歌手 |
| 18   | 2024年12月22日 | 中華民國       | 臺北市       | 臺北大巨蛋                     | [ 43 ]                                                                                    |
| 19   | 2024年12月28日 | 中華民國       | 臺北市       | 臺北大巨蛋                     | [ 44 ] [ 45 ]                                                                             |
| 20   | 2024年12月29日 | 中華民國       | 臺北市       | 臺北大巨蛋                     | [ 46 ]                                                                                    |
| 21   | 2024年12月31日 | 中華民國       | 臺北市       | 臺北大巨蛋                     | 首位在此場地唱進跨年檔期演唱會的歌手                                                      |
| 22   | 2025年3月7日   | 中华人民共和国 | 浙江省杭州市 | 黃龍體育中心體育場             | 四度在此場地開個人大型售票演唱會的華語女歌手                                              |
| 23   | 2025年3月8日   | 中华人民共和国 | 浙江省杭州市 | 黃龍體育中心體育場             | 五度在此場地開個人大型售票演唱會的華語女歌手                                              |
| 24   | 2025年3月22日  | 中华人民共和国 | 四川省成都市 | 成都東安湖體育公園主體體育場   | [ 51 ] [ 52 ]                                                                             |
| 25   | 2025年4月5日   | 中华人民共和国 | 北京市       | 國家體育場 (北京)              | 首位在此場地開個人大型售票演唱會的台灣女歌手                                              |
| 26   | 2025年4月6日   | 中华人民共和国 | 北京市       | 國家體育場 (北京)              | 二度在此場地開個人大型售票演唱會的台灣女歌手                                              |
| 27   | 2025年5月2日   | 中华人民共和国 | 河南省鄭州市 | 鄭州奧林匹克體育中心體育場     | [ 56 ] [ 57 ]                                                                             |
| 28   | 2025年5月10日  | 中华人民共和国 | 廣東省廣州市 | 廣州大學城體育中心體育場       | [ 58 ] [ 59 ]                                                                             |
| 29   | 2025年5月31日  | 中华人民共和国 | 江西省南昌市 | 南昌國際體育中心體育場         | 此次巡迴首度使用無人機，組成阿妹巨型肖像                                                  |

## 曲目列表
- Act 1 - 【ASMR OVERTURE / GUITAR SOLO】

1. 血腥愛情故事
2. 當我開始偷偷地想你
3. 不顧一切
4. 愛什麼稀罕
5. 你想幹什麼
6. 我恨我愛你
7. 剪愛
8. 也許明天

- Act 2 - 【合音組曲 : 一個人跳舞 + 火 + 狠角色 + 都對也都錯】

1. 你說了算
2. HIGH HIGH HIGH + 相愛後動物感傷 + SO GOOD
3. 解脫 + 一想到你呀 + 牽手
4. 姊妹

- Act 3 - 【轉場 ：別在傷口撒鹽】

1. 離別總是那麼突然
2. 身後
3. 掉了
4. 連名帶姓
5. 人質
6. 趁早
7. 聽海

- Act 4【INTERLUDE : 跳進來】

1. 跳進來
2. 傲嬌
3. Bad Boy
4. Yes Or No
5. 渴了
6. 我要飛
7. 三天三夜

- Act 1 - 【ASMR OVERTURE / GUITAR SOLO】

1. 血腥愛情故事
2. 當我開始偷偷地想你
3. 不顧一切
4. 愛什麼稀罕
5. 站在高崗上
6. 我恨我愛你
7. 剪愛
8. 也許明天

- Act 2 - 【合音組曲 : 一個人跳舞 + 火 + 狠角色 + 都對也都錯】

1. 你說了算
2. HIGH HIGH HIGH + 相愛後動物感傷 + SO GOOD
3. 解脫 + 一想到你呀 + 牽手
4. 姊妹

- Act 3 - 【轉場 ：別在傷口撒鹽】

1. 離別總是那麼突然
2. 身後
3. 掉了
4. 我要快樂
5. 我可以抱你嗎
6. 趁早
7. 聽海

- Act 4【INTERLUDE : 跳進來】

1. 跳進來
2. 傲嬌
3. Bad Boy
4. Yes Or No
5. 渴了
6. 我要飛
7. 三天三夜

- ENCORE

1. 記得

- Act 1 - 【ASMR OVERTURE / GUITAR SOLO】

1. 血腥愛情故事
2. 當我開始偷偷地想你
3. 不顧一切
4. 愛什麼稀罕
5. 站在高崗上
6. 藍天
7. 剪愛
8. 也許明天

- Act 2 - 【合音組曲 : 一個人跳舞 + 火 + 狠角色 + 都對也都錯】

1. 你說了算
2. HIGH HIGH HIGH + 相愛後動物感傷 + SO GOOD
3. 解脫 + 一想到你呀 + 牽手
4. 姊妹

- Act 3 - 【BAND INTRO：別在傷口撒鹽】

1. 離別總是那麼突然
2. 身後
3. 掉了
4. 我要快樂
5. 如果你也聽說
6. 趁早
7. 聽海

- Act 4【INTERLUDE : 跳進來】

1. 跳進來
2. 傲嬌
3. Bad Boy
4. Yes Or No
5. 渴了
6. 我要飛
7. 三天三夜

- ENCORE

1. 連名帶姓

- Act 1 - 【ASMR OVERTURE / GUITAR SOLO】

1. 血腥愛情故事
2. 當我開始偷偷地想你
3. 不顧一切
4. 愛什麼稀罕
5. 站在高崗上
6. 藍天
7. 剪愛
8. 也許明天

- Act 2 - 【合音組曲 : 一個人跳舞 + 火 + 狠角色 + 都對也都錯】

1. 你說了算
2. HIGH HIGH HIGH + 相愛後動物感傷 + SO GOOD
3. 解脫 + 一想到你呀 + 牽手
4. 姊妹

- Act 3 - 【BAND INTRO：別在傷口撒鹽】

1. 離別總是那麼突然
2. 身後
3. 掉了
4. 我要快樂
5. 勇敢
6. 趁早
7. 聽海

- Act 4【INTERLUDE : 跳進來】

1. 跳進來
2. 傲嬌
3. Bad Boy
4. Yes Or No
5. 渴了
6. 我要飛
7. 三天三夜

- ENCORE'

1. 人質

- Act 1 - 【ASMR OVERTURE / GUITAR SOLO】

1. 血腥愛情故事
2. 當我開始偷偷地想你
3. 你想幹什麼
4. 愛什麼稀罕
5. 站在高崗上
6. 藍天(07/27)/我恨我愛你(07/28)
7. 剪愛
8. 也許明天

- Act 2 - 【合音組曲 : 一個人跳舞 + 火 + 狠角色 + 都對也都錯】

1. 你說了算
2. HIGH HIGH HIGH + 相愛後動物感傷 + SO GOOD
3. 解脫 + 一想到你呀 + 牽手
4. 彩虹

- Act 3 - 【BAND INTRO：別在傷口撒鹽】

1. 難搞
2. 身後
3. 掉了
4. 我要快樂
5. 勇敢
6. 趁早
7. 聽海

- Act 4【INTERLUDE : 跳進來】

1. 跳進來
2. 傲嬌
3. Bad Boy
4. Yes Or No
5. 渴了
6. 我要飛
7. 三天三夜

- ENCORE'

1. 連名帶姓(07/27)/姊妹 人質(07/28)

- Act 1 - 【ASMR OVERTURE / GUITAR SOLO】

1. 血腥愛情故事
2. 當我開始偷偷地想你
3. 愛什麼稀罕
4. 站在高崗上
5. 開門見山
6. 藍天(09/07)/我恨我愛你(09/08)
7. 剪愛
8. 也許明天

- Act 2 - 【合音組曲 : 一個人跳舞 + 火 + 狠角色 + 都對也都錯】

1. 你說了算
2. HIGH HIGH HIGH + 相愛後動物感傷 + SO GOOD
3. 解脫 + 一想到你呀 + 牽手
4. 姊妺
5. 好膽你就來

- Act 3 - 【BAND INTRO：別在傷口撒鹽】

1. 難搞/過不去
2. 身後
3. 掉了
4. 我要快樂(09/07)/連名帶姓(09/08)
5. 真實
6. 趁早
7. 聽海

- Act 4【INTERLUDE : 跳進來】

1. 跳進來
2. 傲嬌
3. Bad Boy
4. Yes Or No
5. 渴了
6. 我要飛
7. 三天三夜

- ENCORE'

1. 我最親愛的(09/07)/打鼓+如果你也聽說(09/08)

- Act 1 - 【ASMR OVERTURE / GUITAR SOLO】

1. 血腥愛情故事
2. 當我開始偷偷地想你
3. 不顧一切
4. 愛什麼稀罕
5. 站在高崗上
6. 藍天
7. 剪愛
8. 也許明天

- Act 2 - 【合音組曲 : 一個人跳舞 + 火 + 狠角色 + 都對也都錯】

1. 你說了算
2. HIGH HIGH HIGH + 相愛後動物感傷 + SO GOOD
3. 解脫 + 一想到你呀 + 牽手
4. 姊妹

- Act 3 - 【BAND INTRO：別在傷口撒鹽】

1. 難搞
2. 身後
3. 掉了
4. 我要快樂
5. 真實
6. 趁早
7. 聽海

- Act 4【INTERLUDE : 跳進來】

1. 跳進來
2. 傲嬌
3. Bad Boy
4. Yes Or No
5. 渴了
6. 我要飛
7. 三天三夜

- ENCORE'

1. 清唱 /連名帶姓
2. 人質

- Act 1 - 【ASMR OVERTURE / GUITAR SOLO】

1. 血腥愛情故事
2. 當我開始偷偷地想你
3. 不顧一切
4. 愛什麼稀罕
5. 站在高崗上
6. 我恨我愛你
7. 剪愛
8. 也許明天

- Act 2 - 【合音組曲 : 一個人跳舞 + 火 + 狠角色 + 都對也都錯】

1. 你說了算
2. HIGH HIGH HIGH + 相愛後動物感傷 + SO GOOD
3. 解脫 + 一想到你呀 + 牽手
4. 姊妹

- Act 3 - 【BAND INTRO：別在傷口撒鹽】

1. 過不去
2. 身後
3. 掉了
4. 連名帶姓
5. 真實
6. 趁早
7. 聽海

- Act 4【INTERLUDE : 跳進來】

1. 跳進來
2. 傲嬌
3. Bad Boy
4. Yes Or No
5. 渴了
6. 我要飛
7. 三天三夜

- ENCORE'

1. 我可以抱你嗎

- Act 1 - 【ASMR OVERTURE / GUITAR SOLO】

1. 血腥愛情故事
2. 當我開始偷偷地想你
3. 不顧一切
4. 愛什麼稀罕
5. 站在高崗上
6. 藍天
7. 剪愛
8. 也許明天

- Act 2 - 【合音組曲 : 一個人跳舞 + 火 + 狠角色 + 都對也都錯】

1. 你說了算
2. HIGH HIGH HIGH + 相愛後動物感傷 + SO GOOD
3. 解脫 + 一想到你呀 + 牽手
4. 姊妹

- Act 3 - 【BAND INTRO：別在傷口撒鹽】

1. 過不去
2. 身後
3. 掉了
4. 我要快樂
5. 真實
6. 趁早
7. 聽海

- Act 4【INTERLUDE : 跳進來】

1. 跳進來
2. 傲嬌
3. Bad Boy
4. Yes Or No
5. 渴了
6. 我要飛
7. 三天三夜

- ENCORE'

1. 記得

- Act 1 - 【ASMR OVERTURE / GUITAR SOLO】

1. 血腥愛情故事
2. 當我開始偷偷地想你
3. 不顧一切
4. 愛什麼稀罕
5. 站在高崗上
6. 藍天
7. 剪愛
8. 也許明天

- Act 2 - 【合音組曲 : 一個人跳舞 + 火 + 狠角色 + 都對也都錯】

1. 你說了算
2. HIGH HIGH HIGH + 相愛後動物感傷 + SO GOOD
3. 解脫 + 一想到你呀 + 牽手
4. 姊妹

- Act 3 - 【BAND INTRO：別在傷口撒鹽】

1. 過不去
2. 身後
3. 掉了
4. 我要快樂
5. 真實
6. 趁早
7. 聽海

- Act 4【INTERLUDE : 跳進來】

1. 跳進來
2. 傲嬌
3. Bad Boy
4. Yes Or No
5. 渴了
6. 我要飛
7. 三天三夜

- ENCORE'

1. 清唱 / 連名帶姓
2. 清唱 / 勇敢
3. 人質

- Act 1 - 【ASMR OVERTURE / GUITAR SOLO】

1. 血腥愛情故事
2. 當我開始偷偷地想你
3. 不顧一切
4. 愛什麼稀罕
5. 站在高崗上
6. 我恨我愛你
7. 剪愛
8. 也許明天

- Act 2 - 【合音組曲 : 一個人跳舞 + 火 + 狠角色 + 都對也都錯】

1. 你說了算
2. HIGH HIGH HIGH + 相愛後動物感傷 + SO GOOD
3. 解脫 + 一想到你呀 + 牽手
4. 姊妹

- Act 3 - 【BAND INTRO：別在傷口撒鹽】

1. 過不去
2. 身後
3. 掉了
4. 連名帶姓
5. 真實
6. 趁早
7. 聽海

- Act 4【INTERLUDE : 跳進來】

1. 跳進來
2. 傲嬌
3. Bad Boy
4. Yes Or No
5. 渴了
6. 我要飛
7. 三天三夜

- ENCORE'

1. 清唱 / 我要快樂
2. 清唱 / 記得
3. 我可以抱你嗎

- Act 1 - 【ASMR OVERTURE / GUITAR SOLO】

1. 血腥愛情故事
2. 當我開始偷偷地想你
3. ARE YOU READY
4. 愛什麼稀罕
5. 站在高崗上
6. 藍天
7. 剪愛
8. 也許明天

- Act 2 - 【合音組曲 : 一個人跳舞 + 火 + 狠角色 + 都對也都錯】

1. 你說了算
2. HIGH HIGH HIGH + 相愛後動物感傷 + SO GOOD
3. 解脫 + 一想到你呀 + 牽手
4. 姊妹

- Act 3 - 【BAND INTRO：別在傷口撒鹽】

1. 過不去
2. 身後
3. 掉了
4. 連名帶姓
5. 真實
6. 趁早
7. 聽海

- Act 4【INTERLUDE : 跳進來】

1. 跳進來
2. 傲嬌
3. Bad Boy
4. Yes Or No
5. 渴了
6. 我要飛
7. 三天三夜

- ENCORE'

1. 清唱 / 記得
2. 清唱 / 勇敢
3. 我要快樂

- Act 1 - 【ASMR OVERTURE / GUITAR SOLO】

1. 血腥愛情故事
2. 當我開始偷偷地想你
3. ARE YOU READY
4. 愛什麼稀罕
5. 站在高崗上
6. 我恨我愛你
7. 剪愛
8. 也許明天

- Act 2 - 【合音組曲 : 一個人跳舞 + 火 + 狠角色 + 都對也都錯】

1. 你說了算
2. HIGH HIGH HIGH + 相愛後動物感傷 + SO GOOD
3. 解脫 + 一想到你呀 + 牽手
4. 姊妹

- Act 3 - 【BAND INTRO：別在傷口撒鹽】

1. 難搞
2. 身後
3. 掉了
4. 如果你也聽說
5. 真實
6. 趁早
7. 聽海

- Act 4【INTERLUDE : 跳進來】

1. 跳進來
2. 傲嬌
3. Bad Boy
4. Yes Or No
5. 渴了
6. 我要飛
7. 三天三夜

- ENCORE'

1. 清唱 / 連名帶姓
2. 清唱 / 我要快樂
3. 清唱 / 記得
4. 人質

- Act 1 - 【ASMR OVERTURE / GUITAR SOLO】

1. 血腥愛情故事
2. 當我開始偷偷地想你
3. ARE YOU READY
4. 愛什麼稀罕
5. 站在高崗上
6. 藍天
7. 剪愛
8. 也許明天

- Act 2 - 【合音組曲 : 一個人跳舞 + 火 + 狠角色 + 都對也都錯】

1. 你說了算
2. HIGH HIGH HIGH + 相愛後動物感傷 + SO GOOD
3. 解脫 + 一想到你呀 + 牽手
4. 姊妹 + 來大巴六九

- Act 3 - 【BAND INTRO：別在傷口撒鹽】

1. 過不去
2. 身後
3. 掉了
4. 清唱 / 連名帶姓
5. 勇敢
6. 真實
7. 趁早
8. 聽海

- Act 4【INTERLUDE : 跳進來】

1. 跳進來
2. 傲嬌
3. Bad Boy
4. Yes Or No
5. 渴了
6. 我要飛
7. 三天三夜

- ENCORE'

1. 清唱 / 人質
2. 清唱 / 記得
3. 好膽你就來

- Act 1 - 【ASMR OVERTURE / GUITAR SOLO】

1. 血腥愛情故事
2. 當我開始偷偷地想你
3. 愛什麼稀罕
4. 站在高崗上(12/21,12/29)/開門見山(12/22)/發生什麼事(12/28)/黑吃黑(12/31)
5. 永遠的快樂
6. 好膽你就來
7. 你是愛我的
8. 剪愛
9. 也許明天

- Act 2 - 【合音組曲 : 一個人跳舞 + 火 + 狠角色 + 都對也都錯】

1. 你說了算 + 不要騙我
2. HIGH HIGH HIGH + 相愛後動物感傷 +潛規則
3. 解脫 + 一想到你呀 + 牽手
4. 彩虹

- Act 3 - 【BAND INTRO：我要快樂(12/21) / 記得(12/22)/連名帶姓(12/28)/我最親愛的(12/29)/人質(12/31)】

1. 偷故事的人
2. 身後
3. 聽你‧聽我/哭泣與耳語(12/31)
4. 勇敢(12/21)/藍天(12/22)/人質(12/28)/最後一次(12/29)/誰愛我(12/31)
5. 真實
6. 趁早
7. 聽海

- Act 4【INTERLUDE : 跳進來】

1. 跳進來
2. 傲嬌
3. 我要飛
4. 渴了
5. 日出(12/31 feat.臺北樂府樂旗藝術團)
6. Bad Boy
7. Booty Call
8. Yes Or No
9. 前進烏托邦
10. 三天三夜

- ENCORE'

1. 連名帶姓(12/21、12/22、12/28)
2. 記得(12/21)
3. 如果你也聽說(12/22)
4. 我最親愛的(12/22、12/31)
5. 我要快樂(12/28)
6. 認真(12/28)
7. 別在傷口灑鹽(12/29)
8. 我可以抱你嗎(12/29)
9. 原來你什麼都不要(12/31)

- Act 1 - 【ASMR OVERTURE / GUITAR SOLO】

1. 血腥愛情故事
2. 當我開始偷偷地想你
3. 愛什麼稀罕
4. 永遠的快樂
5. 站在高崗上
6. 你是愛我的
7. 剪愛
8. 也許明天

- Act 2 - 【合音組曲 : 一個人跳舞 + 火 + 狠角色 + 都對也都錯】

1. 你說了算 + 不要騙我
2. HIGH HIGH HIGH + 相愛後動物感傷 +潛規則
3. 解脫 + 一想到你呀 + 牽手
4. 給我感覺

- Act 3 - 【BAND INTRO：別在傷口撒鹽】

1. 偷故事的人
2. 身後
3. 聽你‧聽我
4. 勇敢 (03/07) / 藍天 (03/08)
5. 真實
6. 趁早
7. 聽海

- Act 4【INTERLUDE : 跳進來】

1. 跳進來
2. 傲嬌
3. 我要飛
4. 渴了
5. Bad Boy
6. Booty Call
7. Yes Or No
8. 前進烏托邦
9. 三天三夜

- ENCORE'

1. 如果你也聽說 (03/07) / 連名帶姓 (03/08)

- Act 1 - 【ASMR OVERTURE / GUITAR SOLO】

1. 血腥愛情故事
2. 當我開始偷偷地想你
3. 愛什麼稀罕
4. 永遠的快樂
5. 站在高崗上
6. 你是愛我的
7. 剪愛
8. 也許明天

- Act 2 - 【合音組曲 : 一個人跳舞 + 火 + 狠角色 + 都對也都錯】

1. 你說了算 + 不要騙我
2. HIGH HIGH HIGH + 相愛後動物感傷 +潛規則
3. 解脫 + 一想到你呀 + 牽手
4. 給我感覺

- Act 3 - 【BAND INTRO：人質】

1. 偷故事的人
2. 身後
3. 聽你‧聽我
4. 藍天
5. 真實
6. 趁早
7. 聽海

- Act 4【INTERLUDE : 跳進來】

1. 跳進來
2. 傲嬌
3. 我要飛
4. 渴了
5. Bad Boy
6. Yes Or No
7. 前進烏托邦
8. 三天三夜

- ENCORE'

1. 連名帶姓
2. 勇敢

- Act 1 - 【ASMR OVERTURE / GUITAR SOLO】

1. 血腥愛情故事
2. 當我開始偷偷地想你
3. 愛什麼稀罕
4. 黑吃黑(04/05)/開門見山(04/06)
5. 永遠的快樂
6. 站在高崗上
7. 你是愛我的
8. 剪愛
9. 也許明天

- Act 2 - 【合音組曲 : 一個人跳舞 + 火 + 狠角色 + 都對也都錯】

1. 你說了算 + 不要騙我
2. HIGH HIGH HIGH + 相愛後動物感傷 + SO GOOD
3. 解脫 + 一想到你呀 + 牽手

- Act 3 - 【BAND INTRO：記得(04/05)/我要快樂(04/06)】

1. 偷故事的人(04/05)/三月(04/06)
2. 身後
3. 聽你‧聽我
4. 如果你也聽說(04/05)/勇敢(04/06)
5. 真實
6. 趁早
7. 聽海

- Act 4【INTERLUDE : 跳進來】

1. 跳進來
2. 傲嬌
3. 我要飛
4. Yes Or No
5. 渴了
6. Bad Boy
7. Booty Call
8. 前進烏托邦
9. 三天三夜

- ENCORE'

1. 我最親愛的(04/05)/ 連名帶姓(04/06)

- Act 1 - 【ASMR OVERTURE / GUITAR SOLO】

1. 血腥愛情故事
2. 當我開始偷偷地想你
3. 愛什麼稀罕
4. 永遠的快樂
5. 站在高崗上
6. 你是愛我的
7. 剪愛
8. 也許明天

- Act 2 - 【合音組曲 : 一個人跳舞 + 火 + 狠角色 + 都對也都錯】

1. 你說了算 + 不要騙我
2. HIGH HIGH HIGH + 相愛後動物感傷 +潛規則
3. 解脫 + 一想到你呀 + 牽手

- Act 3 - 【BAND INTRO：連名帶姓】

1. 偷故事的人
2. 身後
3. 聽你‧聽我
4. 藍天
5. 真實
6. 趁早
7. 聽海

- Act 4【INTERLUDE : 跳進來】

1. 跳進來
2. 傲嬌
3. 我要飛
4. 渴了
5. Bad Boy
6. Booty Call
7. Yes Or No
8. 前進烏托邦
9. 三天三夜

- ENCORE'

1. 不像個大人
2. 人質

- Act 1 - 【ASMR OVERTURE / GUITAR SOLO】

1. 血腥愛情故事
2. 當我開始偷偷地想你
3. 愛什麼稀罕
4. 永遠的快樂
5. 站在高崗上
6. 你是愛我的
7. 剪愛
8. 也許明天

- Act 2 - 【合音組曲 : 一個人跳舞 + 火 + 狠角色 + 都對也都錯】

1. 你說了算 + 不要騙我
2. HIGH HIGH HIGH + 相愛後動物感傷 +潛規則
3. 解脫 + 一想到你呀 + 牽手

- Act 3 - 【BAND INTRO：記得】

1. 偷故事的人
2. 身後
3. 聽你‧聽我
4. 勇敢
5. 真實
6. 趁早
7. 聽海

- Act 4【INTERLUDE : 跳進來】

1. 跳進來
2. 傲嬌
3. 我要飛
4. 渴了
5. Bad Boy
6. Booty Call
7. Yes Or No
8. 前進烏托邦
9. 三天三夜

- ENCORE'

1. 連名帶姓
2. 我最親愛的

- Act 1 - 【ASMR OVERTURE / GUITAR SOLO】

1. 血腥愛情故事
2. 當我開始偷偷地想你
3. 愛什麼稀罕
4. 永遠的快樂
5. 站在高崗上
6. 你是愛我的
7. 剪愛
8. 也許明天

- Act 2 - 【合音組曲 : 一個人跳舞 + 火 + 狠角色 + 都對也都錯】

1. 你說了算 + 不要騙我
2. HIGH HIGH HIGH + 相愛後動物感傷 +潛規則
3. 解脫 + 一想到你呀 + 牽手

- Act 3 - 【BAND INTRO：我要快樂】

1. 偷故事的人
2. 身後
3. 聽你‧聽我
4. 如果你也聽說
5. 真實
6. 趁早
7. 聽海

- Act 4【INTERLUDE : 跳進來】

1. 跳進來
2. 傲嬌
3. 我要飛
4. 渴了
5. Bad Boy
6. Booty Call
7. Yes Or No
8. 前進烏托邦
9. 三天三夜

- ENCORE'

1. 我為什麼那麼愛你
2. 我最親愛的

## 嘉賓
| 日期                          | 國家／地區 | 城市   | 嘉賓   | 歌曲                                 | 備註     |
| ----------------------------- | ---------- | ------ | ------ | ------------------------------------ | -------- |
| 2024年12月28日 2024年12月29日 | 臺灣       | 臺北市 | 持修   | 《你的眼睛》                         | 暖場嘉賓 |
| 2024年12月28日 2024年12月29日 | 臺灣       | 臺北市 | 葛西瓦 | 《我愛你沒有辦法》、《牙買加的檳榔》 | 暖場嘉賓 |
| 2024年12月29日                | 臺灣       | 臺北市 | 鳳小岳 | 《永遠的快樂》                       | 共演嘉賓 |
| 2024年12月31日                | 臺灣       | 臺北市 | SAYA   | 《HONEY? MONEY?》、《愛最大》        | 暖場嘉賓 |

## 部分幕後人員名單
- 經紀人：陳鎮川

- 執行經記：林家瑩

- 經紀團隊:鍾濰宇、陳嘉微、李薏萱、廖玉芳、張晴

- 企劃製作:源活娛樂、YASSS！亞斯娛樂

- 製作人：aMEI

- 監製：陳鎮川

- 導演：Evan Wu

- 助理導演：龔萬芳、賴心琳

- 製作團隊：謝佩親、張智凱、葉俞君、羅成勝、陳亦琁、吳芳如

- 聽打員:莊雅筑

- 製作統籌：洪冠喬

- Music Director：Martin Tang

- 藝術總監：Evan Wu

- 舞台設計：黎仕祺

- 舞台助理設計：蔡茵涵、虞其臻、吳逸學

- 工程總監：古學林、曾漢堂

- 工程統籌：郭嘉霖

- 燈光設計：司徒小波

- 燈光協力：許志瑜、周永游

- 雷射設計：林耀忠

- 雷射協力：何定裕

- 螢光棒效果設計：黃健浩

- FOH Engineer：高間秀村

- Monitor Engineer：陳其堯（阿堯）

- Engineer Roadie：松浦雅鳴

- 視覺設計：邱煥升（邱董）

- 視覺統籌：邱煥升（邱董）@拾荒文化影像有限公司

- 視覺執行：邱煥升（邱董）、鐘麗婷、陳晏翎

- 動畫製作：拾荒文化影像有限公司邱煥升（邱董）、鍾麗婷、陳晏翎、鄭佳蓉、甘蔗影像工作室、形影像工作室Nas蔡弘翊、呂祐梁、斯潔、陳紫蘋Lingo、徐瑜婷、曾培語、趨光影像Phototaxis李恣昀Moles、馬嘉焄Macaca、張庭瑄Yaki、陳紫涵Joan、張惠淳、張釋文、遊戲製品(陳品宸)、三樓映象工作室(黃聖淵、吳嘉芬)、晚熊創意(劉凱文、陳騏)

- 全球巡演統籌:上引娛樂

- 總經理:曾月娟

- 行政統籌:張朝傑

- 巡演經理:葛紀倫

- 巡迴經紀：上引娛樂、電光石火

- 演出行政:林孟禪、廖庭均

- 唱片公司：EMI環球音樂

- 整合行銷:好友文化、東冉娛樂、來福廣告

- 行銷統籌:李逸凡

- 專案協力:鍾沛宸、吳承翰

- 執行團隊:蕭義升、師宜航、鄭詠齡、游晴惠、曾子華、卓裕展、郭士豪

- Keyboard Band Leader:呂聖斐

- Guitar:Simon Lai、大村孝佳

- Bass:林奧迪OD

- Drums:張家榮

- Programmer:Evan Low

- Chorus:李雅微、張淑芬、葉瑋庭、賴聖恩、楊成祥(美麗)

- Fist Violin:王茂榛、陳奕勇

- Second Violin:朱奕寧、林崇倫

- Viola:葉欲新、張仕杰@曜爆甘音樂工作室Just Busy Music Studio

- Trombone:胡世漢

- Trumpet:許晨晰、甘克蘭

- Alto Saxophone:吳智暉

- Tenor Saxophone:Damiano Niccolini

- Baritone Saxophone:高杰

- Featured Artist:許郁瑛

- DJ:DJ Afro正男(郭正男)

- Guitar Tech:橋本哲彥、那須野智武

- Music Arrangement:Martin Tang、Evan Low、Amir Mansoh、Bang Wen Fu、Jaydon Joo、Luther Wong、Jordan Wei、Derrick Sepnio、Fergus Chow、Terence Teo、Sebastian Ho、Chis Sham、Colin Yong、Goh Si Kai、Sim Wei Liang、James Yeo、Derek Chua